# Église de l'Immaculée-Conception de Birżebbuġa

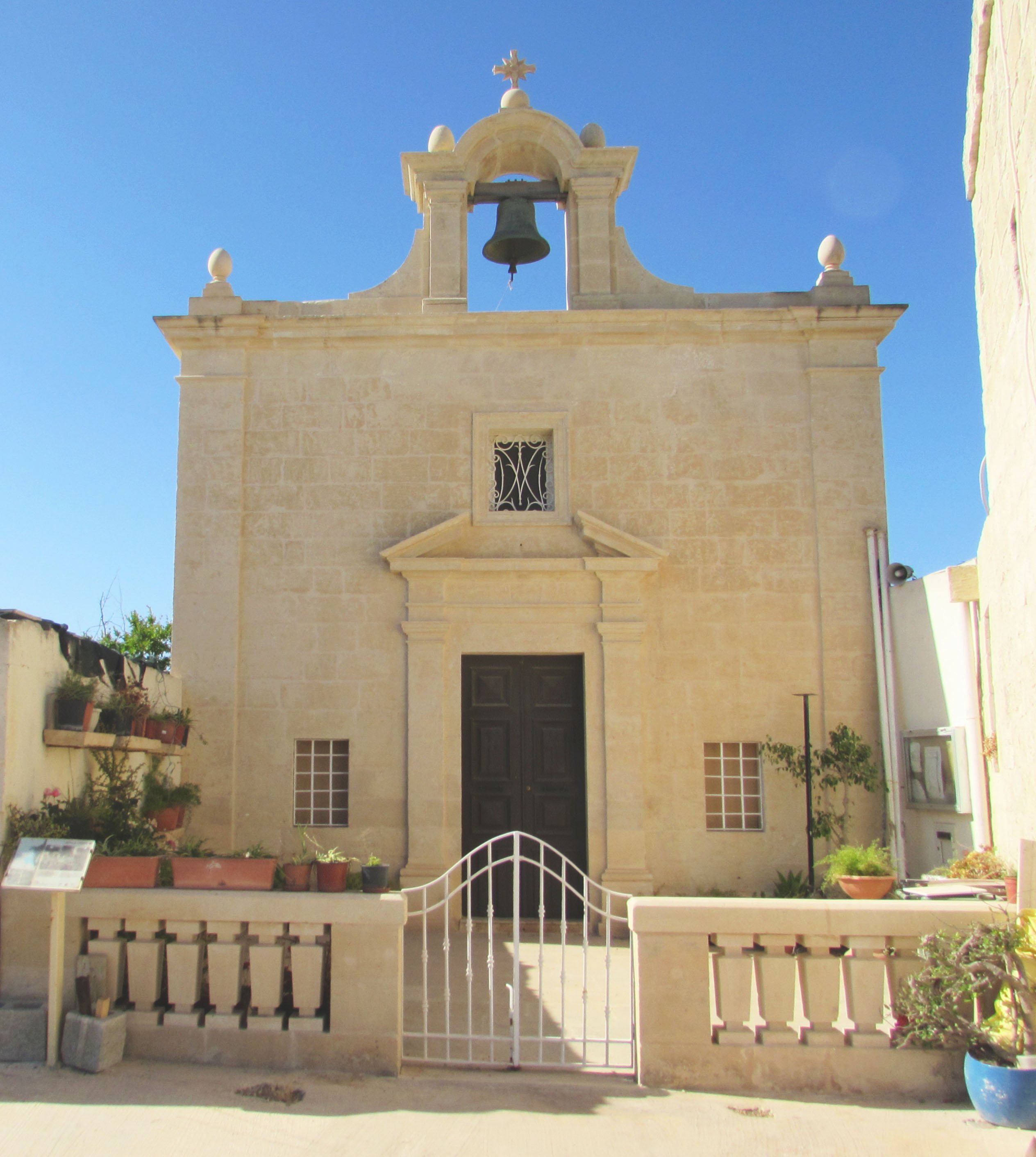
Chapelle de l'Immaculée Conception

L'église de l'Immaculée-Conception est une église catholique située à Birżebbuġa, à Malte. Elle est située à l'extérieur de la ville, à environ 2 kilomètres vers le Fort Bengħisa.

## Historique
L'église a été construite en 1822 et agrandie en 1862.